# Naxa seriaria
Naxa seriaria — вид метеликів родини П'ядуни (Geometridae).

## Поширення
Метелик зустрічається у Далекому Сході Росії, у Китаї, Японії, Кореї..

## Спосіб життя
Метелики звичайні в долинних і гірських широколистяних та змішаних лісах, іноді в масі. Метелики часто відпочивають, розпластавши крила по воді біля берегів струмків і на калюжах, утримуючись за ґрунт, камені і гілки, що виступають з води, тільки передніми ногами. Крила не намокають. Сполохані, метелики легко злітають, будучи навіть затягнутими під воду в вирах потоку..
У Примор'ї гусінь живиться листям Ligustrina amurensis (амурський бузок), в Японії- роду Ligustrum (бирючина).
Гусениці можуть сильно об'їдати амурський бузок. Живуть групами в павутинних гніздах, з яких розходяться в останньому віці.